# Вісконсин
Віско́нсин (англ. Wisconsin МФА: [wɪˈskɑnsən] Виска́нсан) — штат на півночі центральної частини США над озерами Верхнім і Мічиган; 145,4 тис. км², населення 5 363 675 (2000); адміністративний центр Медісон, головне місто Мілвокі; міста: Грін-Бей.
Післяльодовикова низина з узгір'ями; близько 8,5 тисяч озер, найбільші Верхнє, Мічиган; річка Міссісіпі; близько 45 % території ліси; молочне тваринництво (найбільший у США постачальник молока й сиру), вирощування кукурудзи, овочів, садівництво; видобуток руд заліза, цинку; машинобудівна, металообробна, паперова й молочна промисловості; туризм.

## Історія
Вісконсин досліджений Жаном Ніколе для Франції в 1634; заселений французами біля Ешленда; перейшов до Англії в 1763, увійшов до складу США в 1783. Став територією в 1836 і тридцятим штатом США 29 травня 1848.
У першій половині XIX століття Вісконсин став важливим джерелом свинцю: у свій час продукував більш половини американського свинцю. Коли договори й війни з індіанцями відкрили територію білим поселенцям, у південну частину Вісконсин спрямувалися тисячі шахтарів, багато хто з них був іммігрантами з Корнуоллу. Під час свинцевого буму здавалося навіть, що багатий металом південний захід штату стане найнаселенішим, і місто Бельмонт ненадовго стало його столицею. Правда, до кінця 1840-х легко доступні запаси були в основному виснажені, — і багато шахтарів заманені каліфорнійською золотою лихоманкою. Проте Вісконсин усе ще повний відгомонами подій цього періоду.
Галеніт є символом («офіційним мінералом») штату, і Вісконсин прозваний «штатом борсуків»: багато шахтарів, перш ніж будувати житло, жили разом з сім'ями прямо в шахтах — як борсуки в норах. Назви таких населених пунктів, як Мінерал Пойнт, також нагадують про цей період історії Вісконсину.
Наприкінці XIX і на початку XX століття у Вісконсині поселилися тисячі іммігрантів з Німеччини та скандинавських країн.

## Мовний склад населення (2010)[1]
| Мови       | Частка людей, що старші 5 років, % |
| ---------- | ---------------------------------- |
| Англійська | 91,71                              |
| Іспанська  | 4,35                               |
| Хмонгська  | 0,75                               |
| Німецька   | 0,70                               |
| Французька | 0,24                               |
| Китайська  | 0,18                               |
| Польська   | 0,16                               |
| Російська  | 0,13                               |
| Італійська | 0,11                               |
| Корейська  | 0,10                               |
| інші       | 1,57                               |

## Міста
- Медісон
- Мілвокі
- Грін-Бей
- О-Клер

## Географія
Північну межу штату складають озеро Верхнє і складний кордон з Мічиганом, який йде місцями по річках Монреаль і Меноміні. На сході Вісконсин межує з озером Мічиган, на півдні з Іллінойсом по паралелі 42°30', а на заході з Айовою та Міннесотою, в основному по річках Міссісіпі та Сен-Круа.

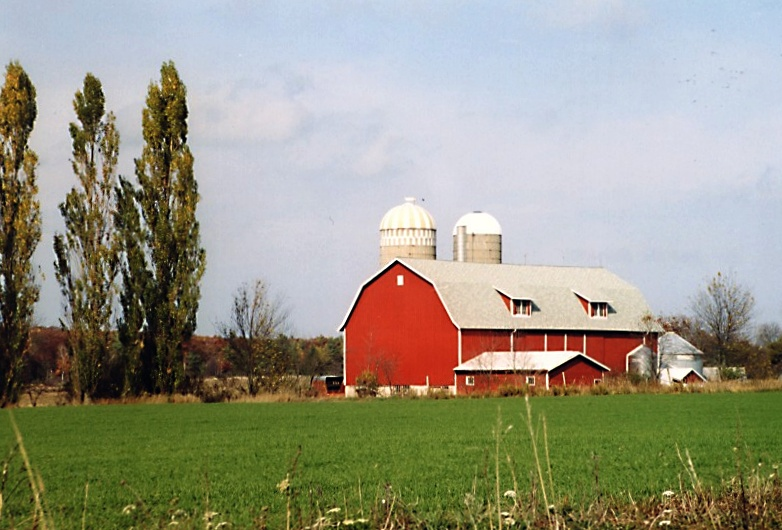
Ферма у Вісконсині

Вісконсин ділиться на п'ять географічних районів. Рівнина вздовж озера Верхнього поступово підіймається на південь і покрита ясеново-березовими лісами. На південь від неї лежить покрите змішаним лісом Північне нагір'я, в якому розташована найвища точка штату, 595-метровий пагорб Тіммс-Хілл. Центральна рівнина, що лежить у середині штату, містить характерні пісковикові утворення на зразок ущелин, через які протікає річка Вісконсин. Це найродючіша частина штату, хоча населена не густо, й у ній ще збереглася велика частина листяних лісів. Східна частина штату складається з двох паралельних ланцюгів низьких пагорбів, оточених рівнинами. У ній проживає більша частина населення штату, і ліс там в основному поступився місцем містам та фермам. Нарешті, Західна височина — пересічна негусто населена місцевість — залишки гір, не згладжених льодовиками в льодовиковому періоді.
Різноманітний ландшафт штату, особливо тисячі утворених льодовиками озер, приваблює туристів. Взимку популярні такі розваги, як біг на лижах, підлідний лов риби та перегони на аеросанях. Влітку займаються водним спортом, ловом риби та збиранням ягід.
Самопросування Вісконсину як «молочної ферми Америки» часто призводить до омани, що це — винятково сільськогосподарський штат. Насправді у Вісконсині є міста всіх розмірів — від Мілвокі, міста трохи більшого від Бостона, до маленьких містечок, які служать центрами для навколишніх сільськогосподарських районів.

### Клімат
Клімат Вісконсину є різко континентальним, трохи пом'якшеним в районі озер Мічиган і Верхнього. Найвища температура за всю історію спостережень була зафіксована 13 липня 1936, а в Вісконсин-Деллс — +46 °C. Найнижча температура була зареєстрована 2 і 4 лютого 1996 в селі Коудері, коли вона опустилася до -48 °C. За зиму випадає зазвичай від 75 см снігу на півдні до 250 см в північній частині штату.

## Відомі люди
- Една Фербер
- Гаррі Гудіні
- Джозеф Маккарті
- Спенсер Трейсі
- Орстон Веллес
- Торнтон Вайдер
- Френк Ллойд Райт
- Кліффорд Саймак
- Боббі Робінс